# 天祖神社 (葛飾区高砂)
天祖神社（てんそじんじゃ）は東京都葛飾区の神社。

## 歴史
創建年代は不明であるが、葛西御厨の成立（1165年）以降に創建されたと推測される。曲金村の鎮守であった。創建当時の社名は神明社あるいは明神社とされ、後に三社明神、江戸時代には三社大明神と呼ばれるようになり、さらに1873年（明治6年）に天祖神社と呼び名が改められた。
社宝の一つに1839年（天保10年）に奉納された「板絵着色雨乞図絵馬額」がある。雨乞いの模様を描写した絵馬である。これまでに何回か修復が行われ、最近では2019年（令和元年）に修復が実施された。葛飾区指定有形民俗文化財。

## 文化財
板絵着色雨乞図絵馬額葛飾区指定有形民俗文化財
高砂天祖神社棟札 1枚葛飾区指定有形文化財

## 交通アクセス
- 京成高砂駅より徒歩5分[1]（経路案内）。

## 関連文献
- 「曲金村 三社明神社」『新編武蔵風土記稿』 巻ノ26葛飾郡ノ7、内務省地理局、1884年6月。NDLJP:763979/30。